# 三千大千世界
三千大千世界（）は、仏教の世界観における宇宙の単位である。特に大乗仏教においては、一人の仏が教化する世界のことであり、宇宙は無数の三千大千世界から成る。仏教の世界観では、須弥山を中心として日・月・四大州・六欲天・梵天などを含む世界を一世界とし、一世界が1,000個集まったものを小千世界といい、小千世界が1,000個集まったものを中千世界といい、中千世界が1,000個集まったものを大千世界という。大千世界を三千大千世界ともいう。略して三千世界といい、三千界ともいう。小学館の『精選版　日本国語大辞典』は「三界」を三千大千世界の略とするが用例を示していない。

## 一世界
仏教の世界観では、須弥山を中心としてその周りに四大州があり、さらにその周りに九山八海があるとされる。これを一つの小世界（一世界）という。小世界は、下は風輪から上は色界の初禅天までの領域であり、左右の大きさは鉄囲山（てっちせん）の囲む範囲である。

## 仏国土との関係
1つの三千大千世界は1人の仏が教化できる範囲であるともされるため、1つの三千大千世界を1仏国土（buddhakṣetra）ともよぶ。
我々が住んでいる世界を包括している仏国土（三千大千世界）の名前は娑婆（サハー、sahā）である。阿弥陀如来が教化している極楽（sukhāvatī）という名前の仏国土は、サハー世界の外側、西の方角にあるため西方極楽浄土と呼ばれる。薬師如来の東方浄瑠璃世界や阿閦如来の妙喜世界なども同様にサハー世界の外に存在する。